# Monoxia debilis
Monoxia debilis är en skalbaggsart som beskrevs av J. L. Leconte 1865. Monoxia debilis ingår i släktet Monoxia och familjen bladbaggar. Inga underarter finns listade i Catalogue of Life.